# Ганкок (Массачусетс)
Ганкок (англ. Hancock) — місто (англ. town) в США, в окрузі Беркшир штату Массачусетс. Населення — 757 осіб (2020).

## Демографія
Згідно з переписом 2010 року, у місті мешкало 717 осіб у 299 домогосподарствах у складі 197 родин. Було 534 помешкання
Расовий склад населення:
| - 96,1 % — білих - 0,8 % — чорних або афроамериканців - 0,8 % — азіатів - 0,1 % — корінних американців |

До двох чи більше рас належало 1,7 %. Частка іспаномовних становила 1,8 % від усіх жителів.
За віковим діапазоном населення розподілялося таким чином: 21,2 % — особи молодші 18 років, 60,5 % — особи у віці 18—64 років, 18,3 % — особи у віці 65 років та старші. Медіана віку мешканця становила 46,8 року. На 100 осіб жіночої статі у місті припадало 102,0 чоловіків;  на 100 жінок у віці від 18 років та старших — 101,1 чоловіків також старших 18 років.
Середній дохід на одне домашнє господарство  становив 81 009 доларів США (медіана — 71 875), а середній дохід на одну сім'ю — 89 154 долари (медіана — 77 500). Медіана доходів становила 51 111 долар для чоловіків та 40 139 доларів для жінок. За межею бідності перебувало 3,0 % осіб, у тому числі 3,0 % дітей у віці до 18 років та 3,7 % осіб у віці 65 років та старших.
Цивільне працевлаштоване населення становило 371 особа. Основні галузі зайнятості: освіта, охорона здоров'я та соціальна допомога — 25,6 %, будівництво — 15,9 %, роздрібна торгівля — 12,9 %, науковці, спеціалісти, менеджери — 11,3 %.